# Niebieskie Źródła
Niebieskie Źródła este o arie protejată (sit de importanță comunitară — SCI) din Polonia întinsă pe o suprafață de 25,24 ha, integral pe uscat.

## Localizare
Centrul sitului Niebieskie Źródła este situat la coordonatele 51°30′43″N 20°01′44″E / 51.512°N 20.0288°E.

## Înființare
Situl Niebieskie Źródła a fost declarat sit de importanță comunitară în aprilie 2004 pentru a proteja 2 specii de animale.

## Biodiversitate
Situată în ecoregiunea continentală, aria protejată conține 3 habitate naturale: Lacuri eutrofice naturale cu vegetație de tip Magnopotamion sau Hydrocharition, Păduri de stejar și carpen Galio-Carpinetum, Păduri aluvionare cu Alnus glutinosa și Fraxinus excelsior (Alno-Padion, Alnion incanae, Salicion albae).
La baza desemnării sitului se află mai multe specii protejate:
- amfibieni (1): triton cu creastă (Triturus cristatus)
- mamifere (1): castor (Castor fiber)